# Ponç de Monells
Ponç de Monells (Monells, ~1120 — Tortosa, Baix Ebre, 27 de juliol de 1193) fou un eclesiàstic català, bisbe de Tortosa (entre el 28 de maig de 1165 i fins a la seva mort). Fou nomenat abat canonical de Sant Joan de les Abadesses el 1140. És considerat com el darrer dels grans abats i bisbes medievals. Era fill del militar Berenguer de Monells i germà de Guillem de Monells, bisbe de Girona (1169-75).
Impulsà, grandiositat, l'obra de l'església del monestir de Sant Joan, consagrada el 2 de novembre de 1150 permetent transferir el culta abans de la finalització d'aquesta. En el seu testament Ponç deixà una important suma (400 morabatins) destinada a la finalització de les obres de l'església (100 per la construcció del cloquer, 100 per pagar deutes de construcció, 100 per esmerçar en més obres i els 100 restants per a la fundació d'una llàntia que cremés perpètuament a l'altar de Sant Joan), fet que evidencia que 40 anys després de la consagració l'església encara estava en obres.
Feu consagrar l'església de vila de Sant Joan, la de Sant Miquel de la infermeria del monestir (1164), la de Santa Llúcia de Puigmal (1165), la de Sant Valentí de Salarça (1168) i la de Sant Salvador de Bianya (1170) i la catedral de Tortosa (1178). Estructurà la vida canonical i litúrgica i engegà la vida religiosa del bisbat, reconquerit feia quinze anys.Fixà, el 1166 i el 1167, la dotació dels canonges, atribucions del cambrer i vestimenta canonical i forní de llibres litúrgics i manuscrits la canònica, segons el model de Sant Ruf i de l'abadia espiritual.